# عباسعلی صحافی مقدم
عباسعلی صحافی مقدم (زادهٔ ۱۳۴۰ خورشیدی، در قوچان - خراسان رضوی) هنرمند خوش‌نویس معاصر ایرانی است.

## زندگی
عباسعلی صحافی مقدم متولد سال ۱۳۴۰ شهرستان قوچان، خراسان رضوی، از استادان معاصر خوشنویسی ایران است. وی برای تحصیلات عالیه در رشته پزشکی به تهران رفت و مدرک استادی خوشنویسی خود را نزد استادان غلامحسین امیرخانی، یدالله کابلی (شکسته نستعلیق) و و محمد حیدری امیر احمد فلسفی دریافت کرد.
از جمله فعالیت‌های اجرای وی تأسیس انجمن خوشنویسان شیروان، عضو شورای عالی انجمن خوشنویسان ایران و عضو شورای شعبه انجمن خوشنویسان مشهد و از سال ۱۳۸۹ سمت قائم مقامی شورای عالی انجمن خوش‌نویسان ایران را بر عهده دارد.
نمایشگاه‌های انفرادی بسیاری در شهرهای مشهد، قوچان، شیروان، لاهور پاکستان، آلمآتی قزاقستان، بیشکک قرقیزستان، کوالالامپور مالزی برگزار کرده است.

## آثار

### تألیف
- لطایف شکسته نگاری.
- مجموعه سیاه مشق.
- مجموعه سطر.

### خوش‌نویسی
- کتابت رباعیات ابوسعید ابوالخیر.
- ترجیع‌بندهای هاتف اصفهانی.
- گزیده حافظ.
- ده‌ها عنوان دیگر …